# Nadine Coyle
Nadine Coyle (născută Nadine Elizabeth Louise Coyle la data de 15 iunie 1985 în Derry) este o cantautoare de origine irlandeză, componentă a formației Girls Aloud începând cu anul 2002. De asemenea, în noiembrie 2010 Nadine a lansat primul său album din cariera solo intitulat Insatiable.